# Laila Ali
Laila Ali (ur. 30 grudnia 1977 w Miami Beach) – amerykańska bokserka, najmłodsza córka mistrza świata wagi ciężkiej w boksie Muhammada Ali i Veroniki Porsche Anderson. Na swoim koncie ma 24 wygrane walki, bez porażek.
Laila prowadziła wcześniej salon manicure w Kalifornii. Kiedy pierwszy raz obejrzała w telewizji walkę bokserską kobiet, postanowiła pójść w ślady ojca i zostać zawodową bokserką. Sprzedała swój salon w Kalifornii i rozpoczęła intensywne treningi.
Laila zadebiutowała 8 października 1999, gdzie w 31 sekund znokautowała przeciwniczkę – April Fowler. Następnie wygrała kolejne 7 pojedynków. W październiku 2000 roku Laila walczyła z Kendrą Lendhart, ówczesną mistrzynią świata, wygrywając walkę na punkty jednomyślną decyzją sędziów. 2 marca 2001 roku Laila walczyła z Jackie Frazier przed ponad ośmiotysięczną publicznością. Ali wygrała na punkty jednomyślną decyzją sędziów. Walka ta miała upamiętniać 30. rocznicę pierwszej walki ojca z Joe Frazierem. 3 maja 2003 roku wywołała ogromne wrażenie, pokonując w 5. rundzie przez KO – Christine Robinson. Po udanej operacji ramienia Laila powróciła na ring 7 czerwca, gdzie zmierzyła się w 6-rundowym pojedynku z Shirvelle Williams. 8 listopada w walce z Valerie Mahfood Laila zdobyła pas mistrzowski w kategorii WIBA i IWBF.
Dalsza kariera Laili potoczyła się pomyślnie. Wygrywała kolejne pojedynki i broniła pasa mistrzowskiego. Wygrane walki z Mary Ann Almager, Christy Martin, Nikki Eplion, Monicą Nunez pozwoliły jej pozostać na szczycie. Laila pojawiła się na okładkach wielu magazynów, m.in. „Sports Illustrated”, „People”, „Ebony”, „Jet”, „Vogue”, „Cosmopolitan”, „Marie Claire”, „Essence”, „ESPN Magazine”, „Muscular Development”, „Time”, „Vibe”, „Heart and Soul” i wielu innych. Jest twarzą reklamową firmy sportowej Adidas. Napisała książkę autobiograficzną Reach.